# Barton Fink
Barton Fink je americký film z roku 1991. Děj filmu se odehrává v roce 1941 a hlavní role hrají John Turturro (mladý newyorský dramatik, který se snaží nalézt úspěch psaním scénářů pro hollywoodské filmy) a John Goodman (obchodní cestující, jeho soused). Autory scénáře jsou bratři Coenové. Hlavní hrdina filmu má problém dokončit scénář, což bylo inspirováno skutečností, že scénářisté Joel a Ethan Coenovi měli podobný problém při psaní scénáře k předchozímu filmu Millerova křižovatka. Scénář vznikal po dobu tří týdnů. Snímek měl premiéru na 44. ročníku Filmového festivalu v Cannes v květnu 1991, do kin byl uveden v srpnu téhož roku. Autoři filmu se později vyjádřili, že by rádi natočili sequel filmu.

## Obsazení
| John Turturro   | Barton Fink            |
| John Goodman    | Charlie Meadows        |
| Michael Lerner  | Jack Lipnick           |
| Judy Davisová   | Audrey Taylor          |
| John Mahoney    | W. P. Mayhew           |
| Tony Shalhoub   | Ben Geisler            |
| Jon Polito      | Lou Breeze             |
| Steve Buscemi   | Chet                   |
| David Warrilow  | Garland Stanford       |
| Richard Portnow | Detective Mastrionotti |
| Meagen Fay      | Poppy Carnahan         |